# Omolabake Adenle
Pour les articles homonymes, voir Adenle.
 (novembre 2021).
Le contenu est difficilement compréhensible vu les erreurs de traduction, qui sont peut-être dues à l'utilisation d'un logiciel de traduction automatique.
Omolabake Adenle (née en 1982) est une ingénieure, entrepreneuse et stratège financière américano-nigériane. Elle est la fondatrice et PDG d'AJA.LA Studios, une entreprise qui fournit des solutions numériques aux langues naturelles africaines.

## Enfance et éducation
Omolabake Adenle est née et a grandi dans l'État de Lagos, au Nigéria.
Omolabake Adenle étudie un doctorat en traitement du signal bayésien à l'Université de Cambridge, Royaume-Uni, où elle a été chercheuse diplômée de la National Science Foundation et Tau Beta Pi Honors Fellow.

## Carrière
Après avoir terminé ses études, Omolabake Adenle devient vice-présidente des stratégies quantitatives et dérivées chez Morgan Stanley. Parallèlement, elle crée des logiciels d'application d'apprentissage des langues africaines, où elle découvre le domaine du traitement du langage naturel pour les langues africaines. Elle fonde ensuite l'entreprise AJA.LA Studios, une entreprise qui développe des applications de langage naturel et de traitement de la parole pour les langues sous-financées,,.
Omolabake Adenle créé le logiciel d'application « SpeakYoruba App » qui lui a valu un prix sur la diversité, l'équité et l'inclusion (DEI) dans la voix par Women In Voice (WiN) 2021 et a été présélectionnée pour le prix de l'innovation de la Fondation africaine de l'innovation pour l'Afrique (IPA) 2017,.